# PalaGallo
Il Palazzetto dello sport "Stefano Gallo", conosciuto anche semplicemente come PalaGallo o PalaCorvo (dal nome del quartiere in cui sorge), è un'arena coperta polifunzionale di Catanzaro, la prima per capienza della città.

## Storia
Il PalaGallo sorge nel quartiere Corvo, nella periferia sud della città. Il quartiere fu, negli anni ottanta, la nuova zona di espansione urbanistica della città, e sorge nella valle del torrente Fiumarella, nella località anticamente chiamata Chiattine. Il progetto fu concepito negli anni ottanta, e nel 1981 iniziarono i lavori. Fu inaugurato il 15 dicembre 1984. Per l'occasione, fu teatro di un'importante kermesse pugilistica che vide protagonisti, innanzitutto, l'italiano Patrizio Oliva e lo svizzero Michel Giroud. Nell'occasione, fu messo in palio il titolo europeo dei pesi superleggeri, di cui Oliva si confermò campione. Presero inoltre parte all'avvenimento l'ugandese Obel, l'argentino Falconi, lo spagnolo De la Sagra e l'italiano Giuseppe La Vite.
Il progetto fu realizzato durante l'amministrazione di Cesare Mulè e appaltato durante l'amministrazione Ferrara, mentre fu inaugurato del sindaco Marcello Furriolo, nell'ambito di una programmazione che previde interventi volti alla costruzione di impianti e strutture sportive in numerosi quartieri cittadini. Inizialmente, il palasport aveva una capienza di circa 4 000 spettatori, ed era il più grande della Calabria (superato solo nel 1990, in seguito all'inaugurazione del PalaCalafiore di Reggio Calabria). L'impianto fu concepito per ospitare eventi di numerosi sport differenti, quali basket, tennis, pallavolo e pallamano. La struttura è composta da due tribune e due curve, sui lati stretti del campo da gioco.
Tra il 2018 e il 2019, il PalaGallo è stato interessato da numerosi lavori di adeguamento alle normative vigenti, in termini di sicurezza degli eventi sportivi e al chiuso, e miglioramenti dell'impiantistica, oltre a numerosi altri restyling di natura tecnica, come ad esempio l'installazione di sedute senza schienale sulla parte bassa della tribuna. Al termine del lavori, il palazzetto, completamente a norma, ha una capienza ridotta di 2 400 posti per gli eventi sportivi e 3 000 per quelli di spettacolo.
Nel 2004, l'impianto è stato intitolato a Stefano Gallo, calcettista catanzarese morto prematuramente nello stesso anno.

## Eventi
L'impianto ha ospitato numerosi eventi sportivi di rilevanza nazionale, come ad esempio la final eight della Coppa Italia di calcio a 5 2005-2006, vinta dalla Luparense in finale contro la Roma Futsal. Ha inoltre ospitato, saltuariamente, le società calabresi della Viola Reggio Calabria e della Tonno Callipo Vibo Valentia, impegnate nei rispettivi campionati di massima serie di basket e pallavolo. In passato, fu teatro di un'esibizione degli Harlem Globetrotters, squadra esibizionistica americana di pallacanestro.
Per quanto riguarda le società cittadine, ha ospitato la Calabrialatte Catanzaro nel campionato di Serie A1 di basket femminile 1990-1991, la Woman Soccer Catanzaro, società di calcio a 5 femminile, nel campionato di Serie A 2013-2014, e nel 2022 è l'impianto casalingo del Catanzaro Futsal, che disputa il campionato di Serie A2 di calcio a 5 maschile.
Il PalaGallo ha inoltre ospitato numerosi concerti, fra i quali si ricordano quelli di Claudio Baglioni, Biagio Antonacci, Fiorella Mannoia, Francesco De Gregori, i TaranProject, Irene Grandi, Zucchero, Elisa e i Litfiba.